# Dahl (Marienheide)
Dahl ist eine Ortschaft der Gemeinde Marienheide im Oberbergischen Kreis im Regierungsbezirk Köln in Nordrhein-Westfalen (Deutschland).

## Lage und Beschreibung
Der Ort liegt etwa 5,5 km vom Hauptort Marienheide entfernt. Nachbarort ist das nur 1 km entfernte Kirchdorf Müllenbach. Der Hüllenbacher Bach, der nordöstlich von Müllenbach entspringt, fließt durch das enge Tal zwischen dem Regensberg (376 m) und dem Engelnberg (415 m) nach Süden, wo er in die Thalbecke mündet.
Der Ort Dahl hat sieben Häuser, wovon die Häuser Dahl 20 (Türinschrift datiert 1680) und Dahl 3 unter Denkmalschutz stehen. Dahl 3 – Haus Dahl – Bergisches Bauernhausmuseumist mutmaßlich 1585 erbaut und vermutlich das älteste Oberbergische Bauernhaus. Es ist in Form eines niederdeutschen Hallenhauses gebaut. 1963 erwarb der Oberbergische Kreis das Haus von der Vorbesitzerin und nach einer aufwändigen Restaurierung konnte das Haus im Jahr 1966 als kulturhistorische Außenstelle von Schloss Homburg bei Nümbrecht als historisches Bauernhaus-Museum eröffnet werden. Es lädt ein, die bäuerliche Lebens- und Arbeitswelt des 19./20. Jahrhundert kennen zu lernen und bietet zeitweilig Kulturveranstaltungen an. Zum Haus Dahl zugehörig ist ein funktionsfähiges altes Backhaus ("Backes") und ein Bauerngarten.

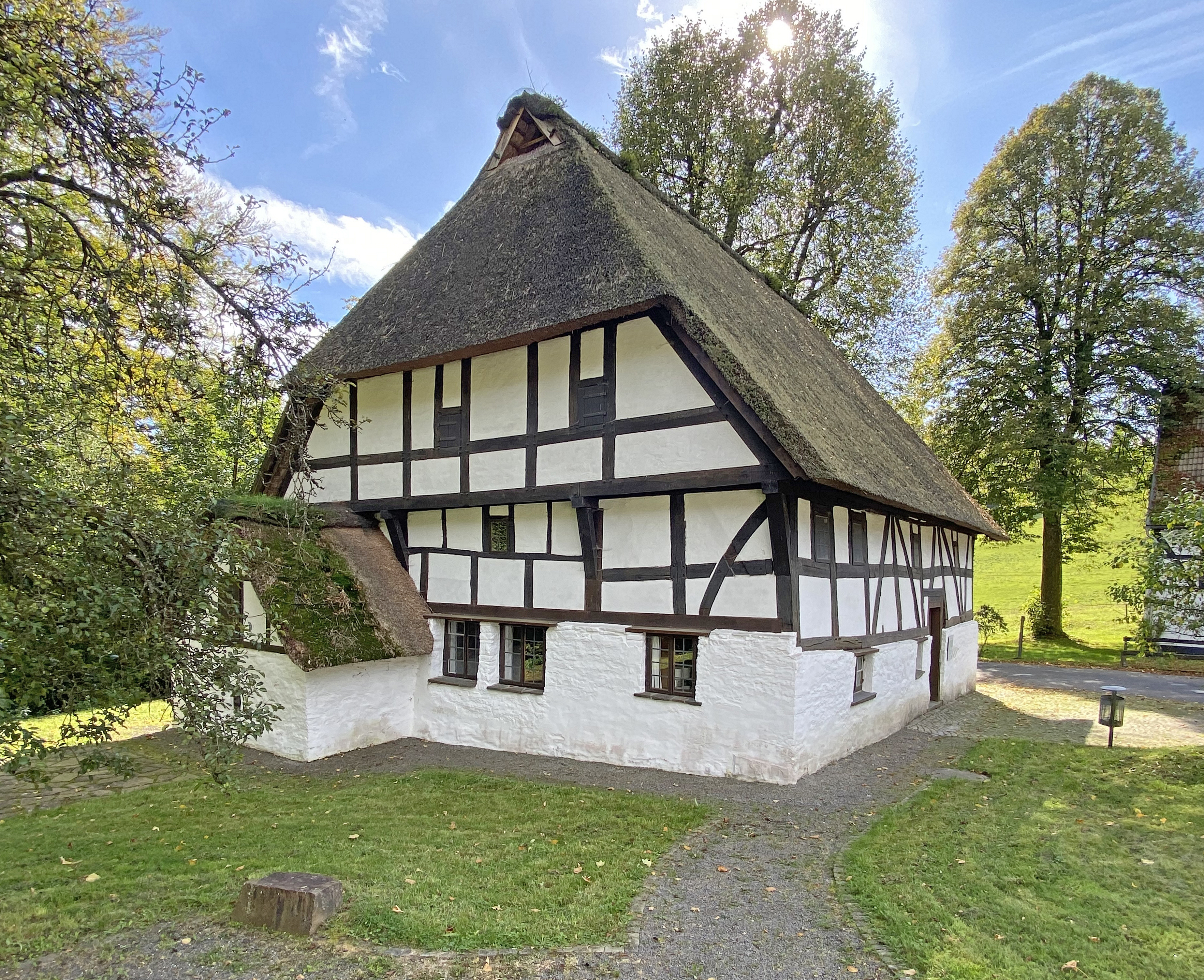
Museum Haus Dahl
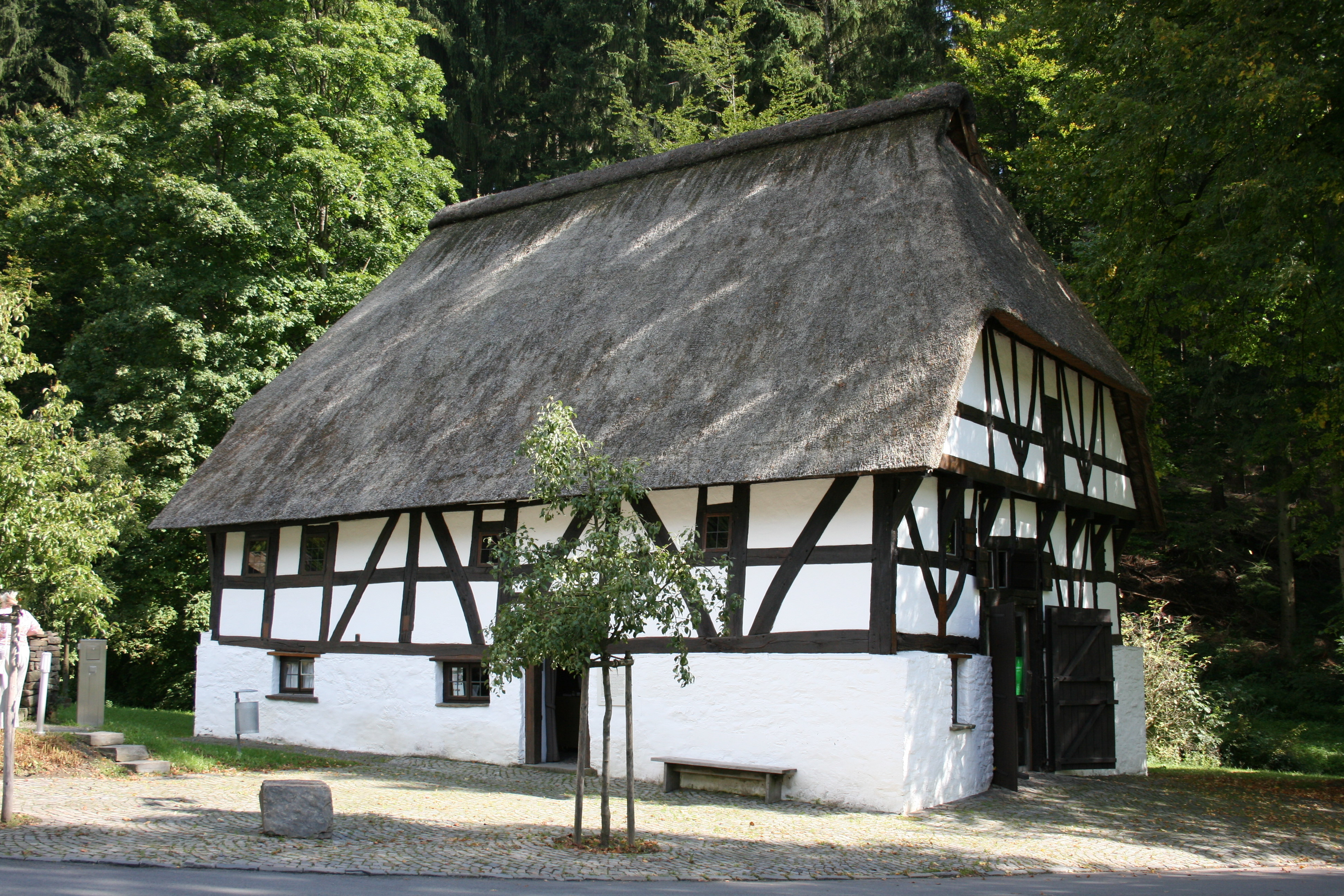
Museum Haus Dahl
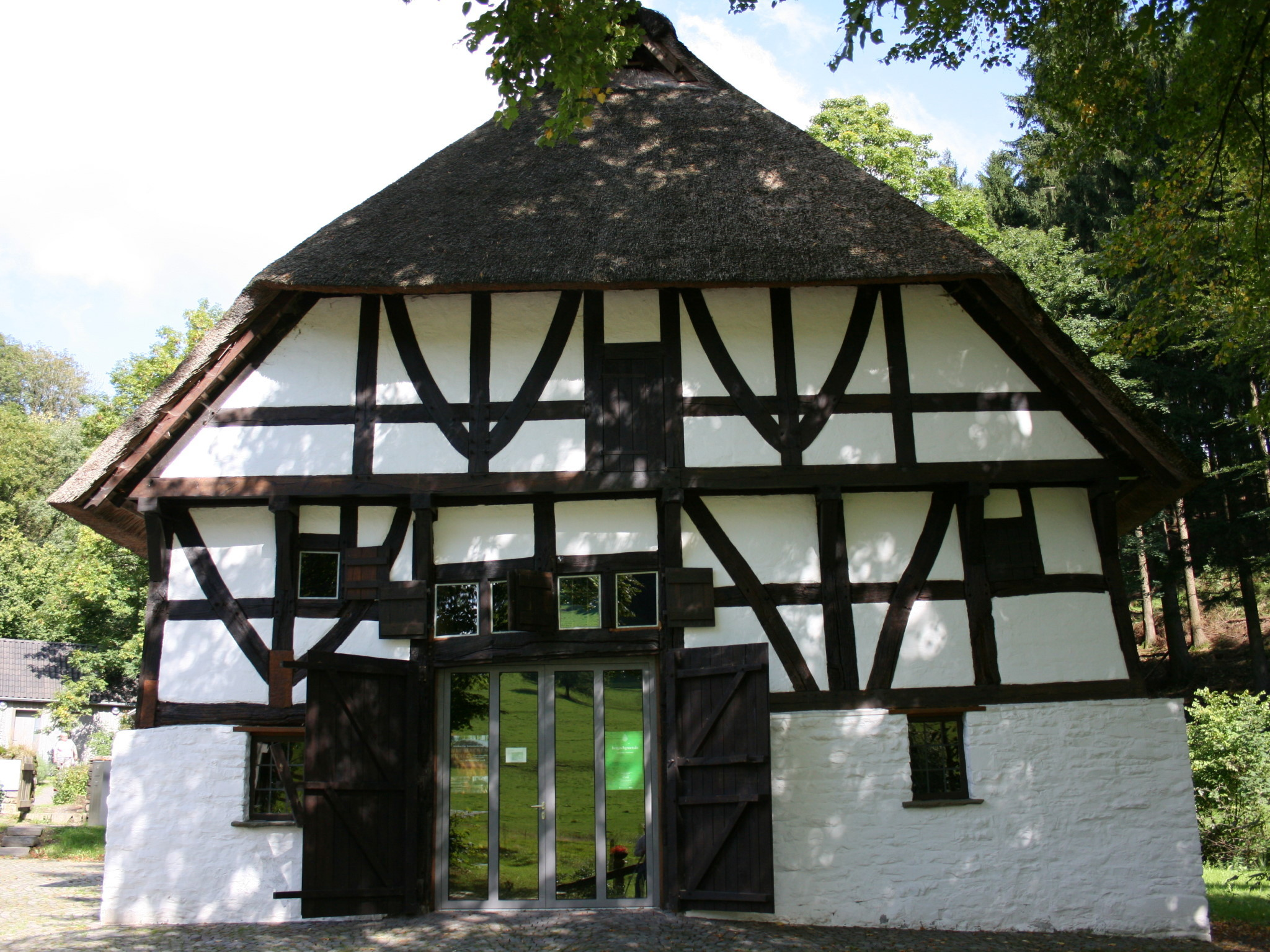
Museum Haus Dahl
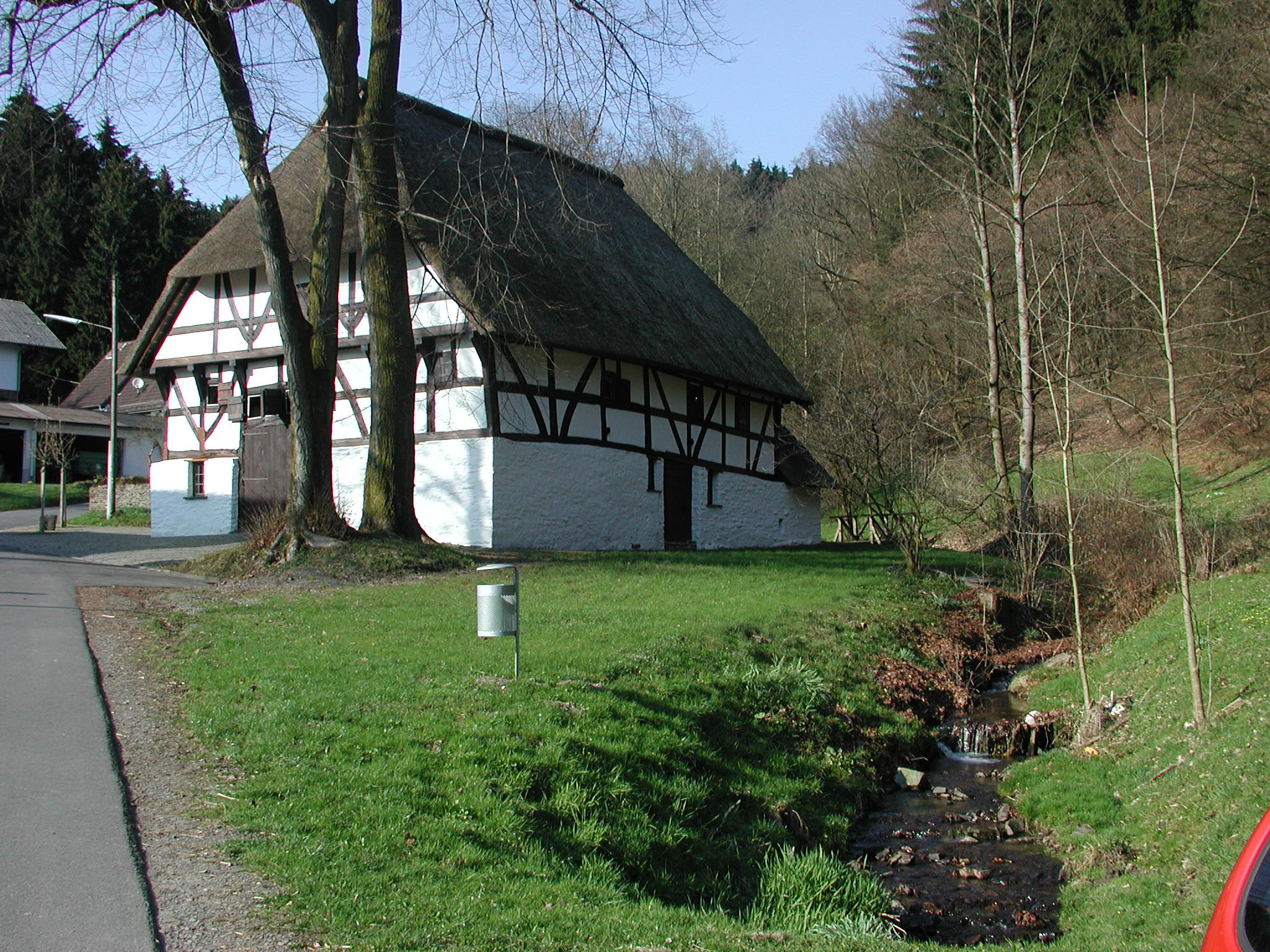
Museum Haus Dahl
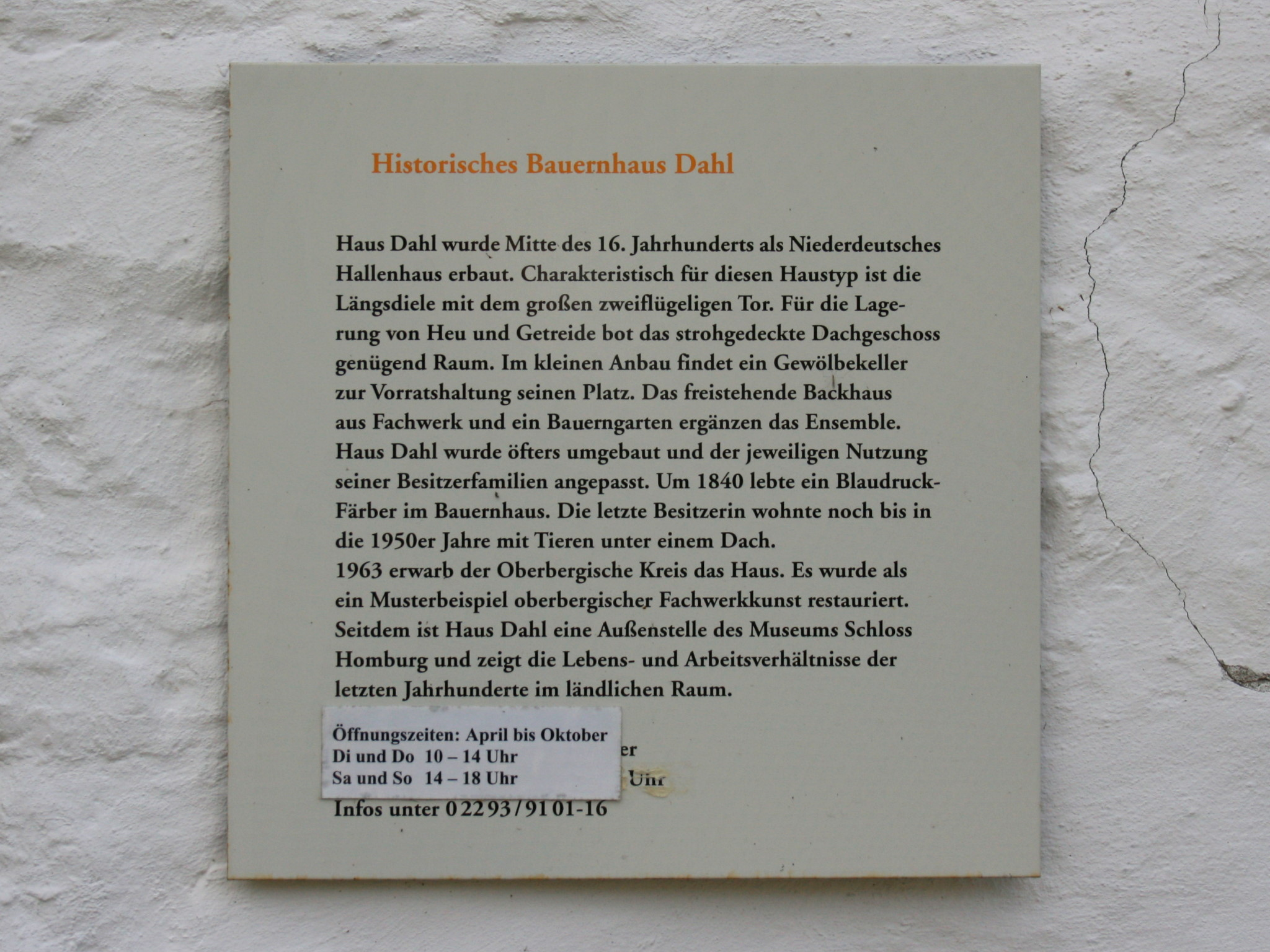
Info-Tafel Haus Dahl
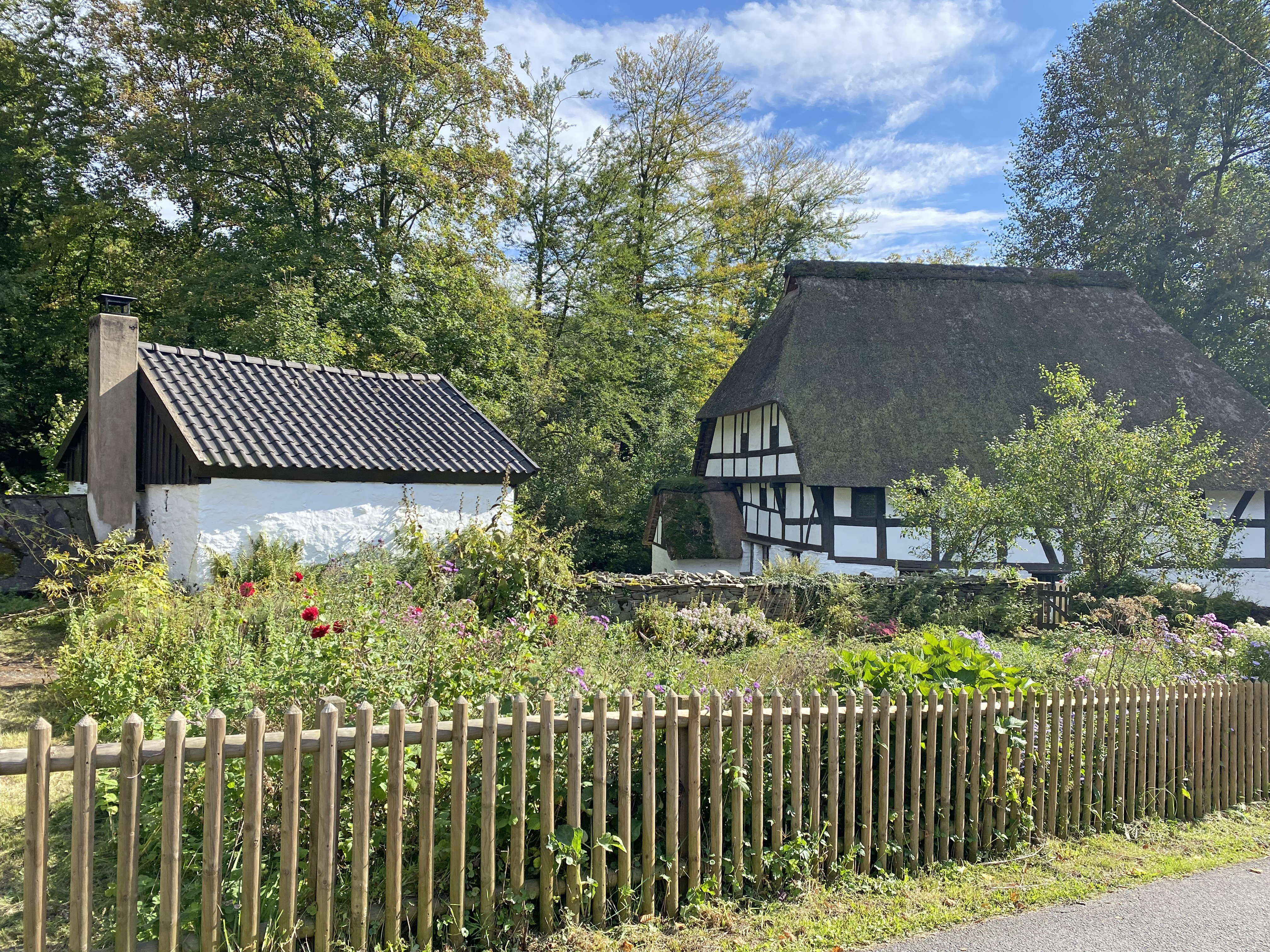
Haus Dahl – Bauerngarten
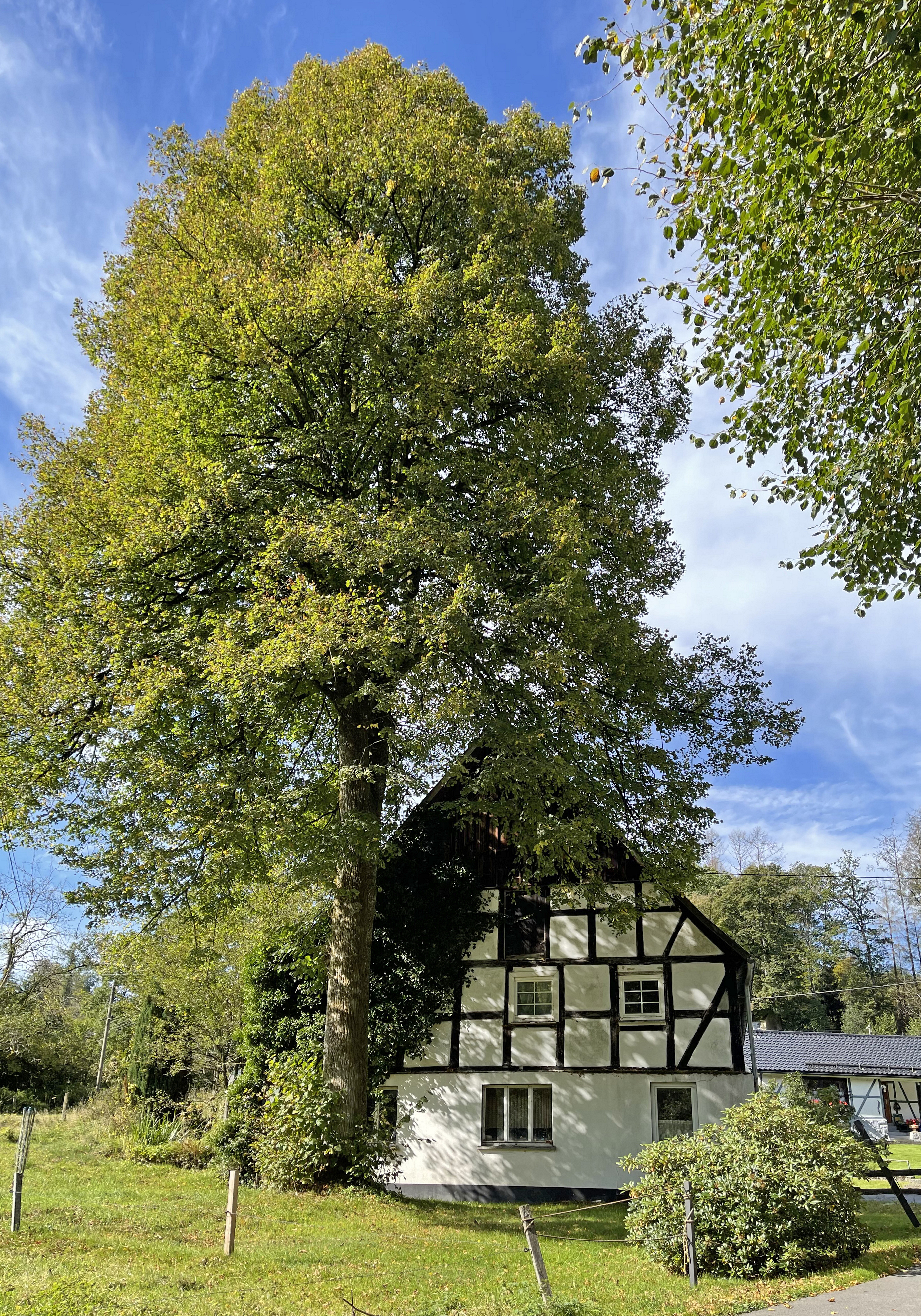
Dahl 20 mit großem Hausbaum
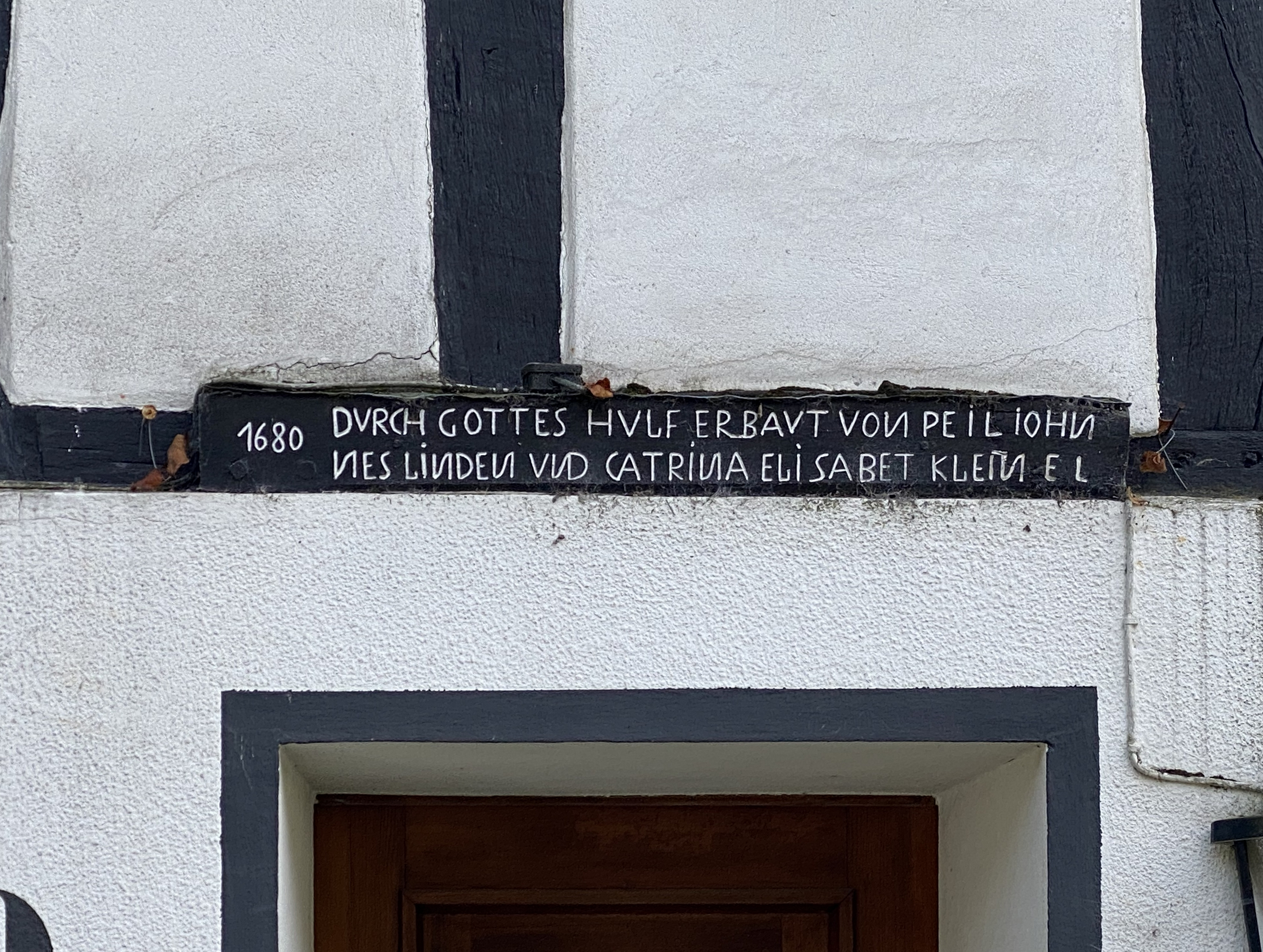
Dahl 20 – Türstockinschrift (1680)

## Geschichte
Im Jahr 1413 wurde der Ort das erste Mal urkundlich erwähnt, und zwar „Daell im Kirchspiel Gummersbach gehört zu den abgabepflichtigen Höfen des Fronhofsverbandes Lindlar des Kölner Serverinstiftes“.
Die Schreibweise der Erstnennung war Daell.

## Freizeit
Durch Dahl führt der Rundwanderweg A4 von Müllenbach über Dahl zurück nach Müllenbach (Länge 2,1 Kilometer).